# 26-й окремий полк НГ (Україна)
26-й окремий полк (26 ОП НГУ, в/ч 3115) — підрозділ Національної гвардії України. Входить у склад Західне оперативно-територіальне об'єднання НГУ. Дислокується у Закарпатській області.

## Історія
Полк сформований на основі 4-го стрілецького батальйону 2-ї Галицької Бригади НГУ в/ч 3002 в ???? році.
Від початку Антитерористичної операції військовослужбовці підрозділу брали участь в операціях в Донецькій та Луганській областях.
З 2022 року підрозділи полку виконують бойові завдання на сході України.
28 червня 2024 року міністр внутрішніх справ України вручив командиру полку бойове знамено.

## Командування
- 2022—2024 полковник Гуртовський Дмитро Васильович
- 2024 — т.ч. полковник Лук'янчиков Сергій Олегович[4]